# Star Wars Day

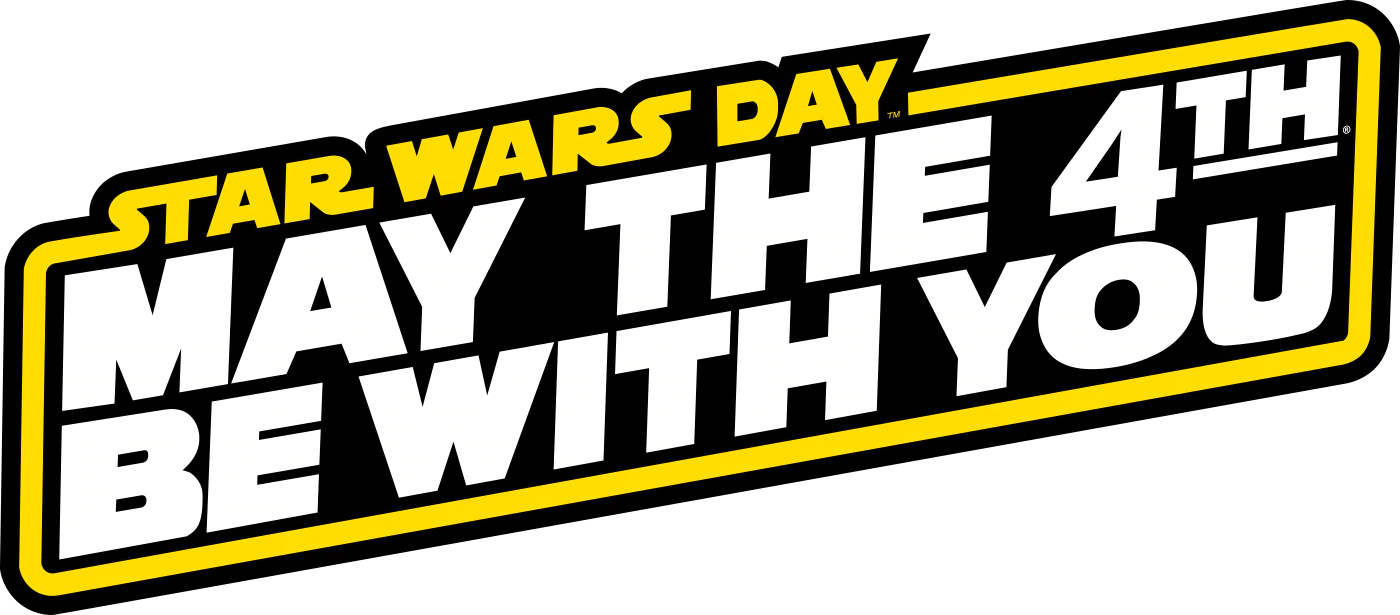
Logo des Star Wars Day

Der Star Wars Day (übersetzt Star-Wars-Tag) ist ein inoffizieller Feiertag, der seit 2011 jährlich am 4. Mai gefeiert wird. An diesem Tag werden die Star-Wars-Filme von George Lucas gefeiert. Der 4. Mai wurde auf Grund der englischen Aussprache des Datums „May, the fourth“ ausgewählt, da sie der Aussprache des Satzes „May the force be with you“ (auf Deutsch: „Möge die Macht mit dir sein“), der häufig in den Star-Wars-Filmen vorkommt, sehr ähnelt. Die Bedeutung dieses Satzes kann mit „Viel Glück“ oder „Gott sei mit dir“ gleichgesetzt werden. Obwohl der Feiertag nicht von Lucasfilm erstellt oder erklärt wurde, haben sich viele Star-Wars-Fans auf der ganzen Welt dafür entschieden, den Tag zu feiern. 

## Geschichte

Animiertes Fan-Logo, dem Star Wars Day gewidmet

Das Wortspiel mit dem Datum wurde erstmals am 4. Mai 1979, an dem Tag, als Margaret Thatcher das Amt als Premierministerin des Vereinigten Königreichs antrat, verwendet. Thatcher veranlasste ihre politische Partei, die Konservativen, eine Anzeige in den London Evening News zu veröffentlichen. Dort hieß es „May the fourth be with you, Maggie. Congratulations.“ (zu deutsch: „Möge der vierte (Mai) mit dir sein, Maggie. Herzlichen Glückwunsch.“). Das englische Wort „May“ bezeichnet neben „mögen“ nämlich auch den Monat „Mai“.
Der Spruch wurde am 4. Mai 1994 in einer Verteidigungsdebatte des britischen Parlaments verwendet.
Die Astrophysikerin und Autorin Jeanne Cavelos benutzte den Spruch auf Seite 94 ihres 1999 erschienenen Buches The Science of Star Wars.
2008 wurden die ersten Facebook-Gruppen erstellt, die den Luke Skywalker Day mit dem gleichen Schlagwort feierten. Während die erste Gruppe nie große Anerkennung fand, breitete sich das Phänomen einige Jahre später auf den Universitätsgeländen aus und der Star Wars Day wurde gegründet.
Die erste organisierte Feier des Star Wars Day fand 2011 in Toronto, Ontario (Kanada) im Toronto Underground Cinema statt. Die von Sean Ward und Alice Quinn veranstalteten Festivitäten beinhalteten eine Original Trilogy Trivia Game Show, einen Kostümwettbewerb mit berühmten Richtern und die besten Tribute-Filme, Mashups, Parodien und Remixe des Internets auf einer großen Leinwand. Die zweite jährliche Ausgabe fand am Freitag, dem 4. Mai 2012, statt.
Er wurde seitdem von Lucasfilm als jährliche Feier von Star Wars aufgenommen. Seit 2013 hat die Walt Disney Company den Feiertag mit mehreren Star Wars Events und Feiern im Disneyland und Walt Disney World gefeiert. Disney hat Lucasfilm, einschließlich der Rechte an Star Wars, Ende 2012 erworben.
Baseballteams der Minor League, wie die Toledo Mud Hens und die Durham Bulls haben am Star Wars Day spezielle Uniformen zur Werbung des Tages getragen.
Am Star Wars Day 2015 sahen sich die Astronauten der Internationalen Raumstation Star Wars an.
Seither wird der Star Wars Day auf der gesamten Welt gefeiert. Viele Fans verkleiden sich und verbringen den Tag mit einem Star-Wars-Film-Marathon. Auch zeigen viele Kinos an diesem Tag Star-Wars-Filme in ihrem Programm. Von Unternehmen wird der Star Wars Day heutzutage hauptsächlich genutzt, um passendes Merchandise zu verkaufen. Dazu zählen etwa Rabatt-Aktionen auf Star-Wars-T-Shirts, Lego-Artikel, Star-Wars-Gadgets, Sammelfiguren und diverse weiterer Fan-Artikel. Um die Begeisterung zu Star Wars auszudrücken, teilen Fans, Unternehmen und andere Seiten Memes und Kommentare.
Am Star Wars Day 2020 veröffentlichte Disney Star Wars: Der Aufstieg Skywalkers, das Finale der Serie Star Wars: The Clone Wars und eine Dokumentarserie Disney Galerie: The Mandalorian auf der Streaming-Plattform Disney+.

## Revenge of the Fifth/Revenge of the Sixth

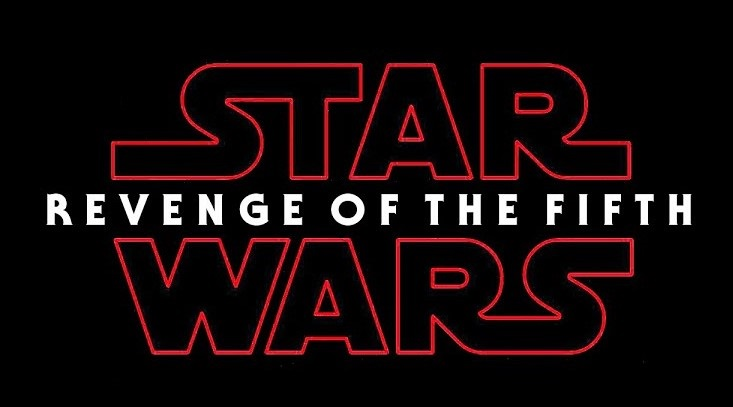
Alternativer Star Wars Day am 5. Mai

Einige erkennen den darauffolgenden Tag, den 5. Mai als „Revenge of the Fifth“ (zu deutsch: „Die Rache des Fünften“), ein Wortspiel von der 3. Episode der Star Wars Filme „Revenge of the Sith“ (zu deutsch: „Die Rache der Sith“), an und feiern die Sith-Lords und andere schurkische Charaktere aus der Star Wars Reihe anstelle der Jedi. Andere feiern wiederum noch einen Tag später, am 6. Mai, mit der Begründung, dass „Revenge of the Sixth“ (zu deutsch: „Die Rache des Sechsten“) ein besseres Wortspiel zu „Revenge of the Sith“ sei.

## 20. Mai
Um die Premiere von Das Imperium (englisch: Empire) schlägt zurück in Großbritannien zu feiern, wurde der 20. Mai zum „Empire Day“ ausgerufen. Der Empire Day wurde früher im Britischen Empire gefeiert. In der Fernsehserie Star Wars: Rebels wurde der „Empire Day“ für das Galaktische Imperium bestätigt.

## 25. Mai
Der Stadtrat von Los Angeles hat den 25. Mai 2007 zu Ehren des 30. Geburtstags von Star Wars zum Star Wars Day erklärt. Der 25. Mai 1977 war der Tag, an dem der erste Star Wars Film in den USA seine Kinopremiere hatte. Am selben Tag wird auch der Geek Pride Day gefeiert. Beide Tage haben eine Verbindung durch den Film Per Anhalter durch die Galaxis und den daraus entstandenen Towel Day. Außerdem wird am 25. Mai der Autor der Romane Discworld gefeiert.